# Moggridgea microps
Moggridgea microps är en spindelart som beskrevs av Hewitt 1915. Moggridgea microps ingår i släktet Moggridgea och familjen Migidae. Inga underarter finns listade i Catalogue of Life.